# Luis Felipe Sánchez Aponte
Luis Felipe Sánchez Aponte (ur. 11 maja 1947 w Samacá) – kolumbijski duchowny rzymskokatolicki, w latach 2004–2025 biskup Chiquinquirá.

## Życiorys
Święcenia kapłańskie przyjął 28 września 1973 i został inkardynowany do archidiecezji Tunja (po powstaniu w 1977 diecezji Garagoa został prezbiterem tejże diecezji). Był m.in. kapelanem szpitala w Garagoa, wikariuszem biskupim ds. duszpasterstwa, wikariuszem generalnym diecezji oraz jej tymczasowym administratorem.
11 lutego 2004 papież Jan Paweł II mianował go biskupem diecezji Chiquinquirá. Sakry biskupiej udzielił mu 22 kwietnia 2004 w katedrze w Garagoa ówczesny nuncjusz apostolski w Kolumbii, abp Beniamino Stella. 5 maja 2004 objął kanonicznie rządy w diecezji.
6 czerwca 2025 papież Leon XIV przyjął jego rezygnację z pełnionego urzędu, złożoną ze względu na wiek. 